# Andruskó Károly
Andruskó Károly (Zenta, 1915. június 27. – Magyarkanizsa, 2008. február 26.) festőművész, grafikus, nyomdász.

## Életpályája
1921–1927 között Zentán járt általános iskolába. 1928–1932 között egy kereskedelmi magániskolába iratkozott be. Emellett 1928–1932 között egy zentai nyomdában dolgozott. 1932–1936 között nyomdász Eszéken volt nyomdász. 1936–1943 között Szabadkán volt nyomdász. 1938–1943 között a szabadkai nyomdász-szakszervezet tagja volt. 1943-ban a Szegedi Kereskedelmi és Iparkamarától nyomdászmesteri oklevelet kapott. 1945-ben a Szovjetunióba vitték kényszermunkára. Másfél év után szabadult. 1946–1948 között az újvidéki Forum nyomdában dolgozott. 1948–1973 között a zentai Udarnik nyomdában tevékenykedett. 1963-tól volt kiállító művész. 1968–1970 között a HÍD szerkesztőbizottsági tagja volt. 1970-től az UNESCO keretein belül működő belgrádi, szlovéniai, magyarországi, svájci, dániai ex libris-társaságok tagja volt. 1973-ban nyugdíjba vonult. 1986–1990 között a Zentai Művésztelep tagja volt.

### Munkássága
Pályája kezdetén inkább festett; szülővárosát, a Tiszát, a földműveseket, a kubikosokat, a halászokat örökítette meg. Rendkívül termékeny alkotóművész, mintegy 7800 grafikát, 4300 ex-librist, 4000 olajfestményt és 220 minikönyvet készített, 500-nál is több önálló és csoportos tárlaton állította ki munkáit. Készített olajfestményeket, monotípiákat, akvarelleket, pasztellképeket, fa- és linóleummetszeteket. Igazi műfaja a grafika, metszetei világhírnevet hoztak számára. Metszeteit fába vagy a linóleumhoz hasonló műanyagba véste. Az 1960-as években kezdett foglalkozni az ex-libris műfajával, e téren érte el a legkimagaslóbb eredményeit. Ex-librisei egyediek, a műfajt új tartalommal töltötte meg, sorozatokat alkotott, amelyek szinte teljesen egyedülállóak voltak. Irodalmi alkotásokhoz kapcsolódó sorozatokat készített (pl. Illyés Gyula: Puszták népe), amelyek illusztrálták az irodalmi művet, ugyanakkor önálló műalkotások is. Ex-libriseinek számát tekintve valószínűleg a világ legtermékenyebb alkotója volt. Több város panorámaképét készítette el úgy, hogy a több nézőpontból megörökített városképek metszetei egy kis könyvbe, egy hosszú kihajtható lapra kerültek. Így készült el Pétervárad, Zenta, Újvidék, Ljubljana, Eger. Rendkívül tevékeny grafikusi munkássága mellett továbbra is festett, történelmi eseményeket örökített meg: a zentai csatát ábrázoló, a Zentai Múzeumnak adományozott festménysorozata a Zentai Városházán állandó kiállítás keretében látható. Szőlő és bor sorozata szerepelt a Magyar Mezőgazdasági Múzeum kiállításán, amely Európa több országába is eljutott.

## Családja
Szülei: Andruskó Károly és Kovács Viktória voltak. Felesége, Barsi Etelka és Rácz Szabó Anna volt. Három gyermeke született: Magdolna (1948), Adorján (1951) és Szilveszter (1953).

## Művei

### Miniatűr könyvei
- Senta (Miniatures) 29 fametszet, 40×30 mm, 200 számozott kézinyomat (Zenta, 1971)
- Senta (Miniatures) 21 fametszet, 30×20 mm, 500 példány (Zenta, 1971)
- Slovenija. 35 fametszet, 40×30 mm, 70 eredeti kézinyomat (Zenta, 1972)
- A mező népe. Fametszetek (Senta, 1972)
- Senta miniatures (Senta, 1972)
- Tisin cvet – Tiszavirág. 21 fametszet, 40×40 mm, 500 példány, ebből 250 kézzel színezett (Senta, 1972)
- Helsingör. 21 fametszet, 35×40 mm, 500 példány (Zenta, 1972)
- Az utca. 32 fametszet, 10×10 mm, 250 eredeti kézinyomat (Zenta, 1972)
- Kubikos. Fametszetek (Senta, 1973)
- Petőfi 1823–1973. Fametszetek (Zenta, 1973)
- Szeged. Fametszetek. (Budapest, 1973)
- Kanizsa. 42 fametszet, 38×32 mm, 250 példány (Zenta, 1973)
- Kosmos. 27 fametszet, 45×40 mm, 100 eredeti kézinyomat, kézzel színezve (Zenta, 1973)
- Zentai színek. 28 fametszet, 47×47 mm, 100 eredeti kézinyomat, kézzel színezve (Zenta, 1973)
- Esztergom. Fametszetek (Budapest, 1974)
- Miniatűr ex librisek (Budapest, 1974)
- Zentai színek (Zenta, 1974)
- XV. Nemzetközi ex libris kongresszus (Bled, 1974; Zenta, 1974)
- Pápa. Fametszetek (Budapest, 1975)
- Balatoni színek. 32 kézzel színezett fametszet, 48×59 mm. (Budapest, 1975)
- Andruskó Károly 60 éves. 30 fametszet, 50×68 mm. (Magyarkanizsa, 1975)
- Lisboa. 31 fametszet, 38×44 mm. (Lisszabon, 1976)
- UNO. 24 fametszet, 39×49 mm, 100 kézzel színezett példány (New York, 1976)
- Csépe Imre emberkéi. 32 fametszet, 46×68 mm. (Szabadka, 1979)
- Életutam. 34 fametszet, 48×52 mm. (Zenta, 1981)
- Urbán János 60 éves. 28 fametszet, 48×65 mm. (Szabadka, 1981)
- Hollóháza. 40 fametszet, 41×51 mm. (Hollóháza, 1981)
- Koncz István 50 éves. 36 fametszet, 38×46 mm. (Kanizsa, 1982)
- Bogdánfi Sándor 70 éves. 24 fametszet, 40×48 mm. (Szabadka, 1982)
- Olimpia. 39 fametszet, 49×39 mm. (Ljubljana, 1984)
- Majtényi Mihályra emlékezve. 29 fametszet, 50×74 mm. (Újvidék, 1985)
- Ajka (45 fametszet, 37×48 mm) (Ajka, 1985)
- Ötven éves emlékeim – a Zentai Művésztelep. 27 linómetszet, 45×57 mm. (Zenta, 1986)
- Ex librital. 44 számozott példány, 49×57. (Arezzo, 1986)
- Arezzo-Giostra del Saracino. (26 példány, 47×66 mm.) (Arezzo, 1988)
- In memoriam Galambos Ferenc. 15 fametszet, 39×45 mm. (Zenta, 1988)
- Herceg János 80 éves. 17 fametszet, 40×49 mm. (Újvidék, 1989)
- Flora Alpina. 19 lap, színes fametszetek, 60mm. (Zenta, 1990)

### Festményei
- Zentai halászok (olaj, 60×85, 1985)
- Nyár végi betakarítás cséphadaróval (olaj, 1997)
- Nézd, mi lehet az a sötét porfelhő? (olaj, 1997)
- A törökök! Meneküljünk! (olaj, 1997)
- Megérkeznek a gyújtogatók (olaj, 1997)
- Zenta pusztulása (olaj, 1997)
- Menekülők a csókai nádasokban (olaj, 1997)
- A török csapatok a szekérsáncban (olaj, 1997)
- Felvonulnak az ellenséges csapatok (olaj, 1997)
- Kezdődik a harc (olaj, 1997)
- Lovassági támadás a bánáti oldalról (olaj, 1997)
- Találatot kapott a híd (olaj, 1997)
- Menekülés a vízen át (olaj, 1997)
- Teljes tűzben (olaj, 1997)
- A csata után (olaj, 1997)
- Tisztelet az elesetteknek (olaj, 1997)
- Úszni tudó török katonák megmenekülése (olaj, 1997)
- Csata utáni napkelte (olaj, 1997)
- A túlélők visszatérnek (olaj, 1997)
- Fészekrakás (olaj, 1997)
- A földet művelni kell (olaj, 1997)
- A tehén is segíthet (olaj, 1997)
- Zenta. A háttérben a csata színhelye, a Poronty nyárfaerdeje, az 1930-as évek eleje (olaj, 1997)
- Poronty nyárfaerdeje délről (olaj, 1997)
- A zentai csata emlékműve a Poronty közepén; a Tiszán tutajok (olaj, 1997)
- Híd az Arankán (I., II., olaj, 42,5×60, 2001)

### Metszetei
- Kubikosok (1966)
- Metszetek Zenta történetéből (1966)
- Magyar írók metszetsorozat (1970)
- Olympia metszetgyűjtemény (1972)

### Mappái
- Kubikosélet-baráberélet. 64 linómetszet, A5, 900 példány, 100 számozott (Zenta, 1967)
- XII. Congresso internazionale dell ex libris – Karoly Andrusko. 12 metszet, A5, 35 számozott kézinyomat. (Como, 1968)
- Szőlő és bor. 26 lap, 2 linómetszet, 35 számozott kézinyomat (Zenta, 1969)
- Útleírások. Ex libris geographicis Caroli Andrusko. (Senta, 1969)
- Zentai ex librisek (Zenta, 1969)
- Fűzfák. Zenta, 1970. (19 fametszet, A5, 100 számozott kézinyomat)
- A Tisza ex libriseken. 20 illusztrált lap. 20×15. (Zenta, 1970)
- Periféria. 25 kézzel színezett linómetszet, A4. (Zenta, 1970)
- Poplava – Árvíz. 13 metszet, 16×17,5cm, 100 példány (Zenta, 1970)
- Hóvihar. 18 metszet, A5, 200 számozott példány, 50 kézzel színezett (Zenta, 1971)
- Mario de Filippis: De re Coquinaria. 9 linómetszet, B6, 300 példány (Arezzo, 1986)

### Könyvillusztrációi
- Ady. Andruskó Károly illusztrációi Ady Endre: Az utca éneke című verséhez (Zenta, 1967)
- Polner Zoltán: Föld szülte fáját (Szeged, 1978)
- Keresztényi János: Zugligettől a Pilisig (Budapest, 1982)
- Tőke István: Mosolygó Tiszamente (Újvidék, 1983)[7]
- Burány Nándor: Megtorlás (Újvidék, 1984)
- Cs. Simon István: Romok (Tóthfalu, 1998)

### Fedőlaptervei
- Csépe Imre: Idők lombhullása (Újvidék, 1982)

### Fedőlapon levő művei
- A beregszászi magyar gimnázium története 1864–1989 (Budapest, 1990)
- Botlik József – Csorba Béla – Dudás Károly: Eltévedt mezsgyekövek. Adalékok a délvidéki magyarság történetéhez 1918–1993 (Budapest, 1994)
- Szöllősy Vágó László: Népünkkel, népünkért. A Szabadkai Népkör krónikája 1872–1992 (Szabadka, 1994)
- Népkör képes emlékkönyv 125 (Szabadka, 1997)
- Móra Ferenc és Csóka (Zenta, 1999)

### Fedőlap és grafikai mellékletek
- Dobos János: Zentai kommunisták 1919–1944 (Zenta, 1969)

## Kiállításai
| - 1963, 1967, 1972, 1978, 1985, 1995, 1998, 2005 Zenta - 1965-1966, 1984 Ada - 1966 Magyarkanizsa, Hertelend - 1967 Topolya, Újvidék, Temerin - 1968 Újvidék, Magyarkanizsa - 1969 Esztergom, Gyula - 1970, 1985 Újvidék - 1974, 1980, 1984 Belgrád - 1975 Pápa, Tokaj, Veszprém - 1976 Eger, Nyíregyháza - 1977 Kishegyes - 1978 Laskó, Pécs, Nyírbátor - 1980 Budapest - 1981 Eger, Pécs - 1984 Lendva, Gyöngyös - 1988-1989, 2001 Szabadka - 2005 Magyarkanizsa | - 1967, 1970, 1996, 2001 Budapest - 1968 Graz, Hajdúszoboszló - 1969 Pretoria - 1971 Bukarest, Ljubljana - 1972, 1978 Brassó - 1973 Keszthely - 1976 Lisszabon - 1978 Lugano, Tokió - 1982 London - 1983 Szocsi - 1984 Cortona - 1985 Wrocław - 1986 Utrecht, Wiesbaden - 1995 Szabadka, Zenta - 2000, 2002 Szabadka - 2002 Zenta - 2003 Topolya, Bajmok, Bácskossuthfalva, Horgos, Magyarkanizsa, Ada |

## Díjai
- Októberi Díj (Zenta, 1966)
- a II. Balatoni Kisgrafikai Biennálé III. díja (Keszthely, 1973)
- Kultúra Szikrái Díja (Újvidék, 1979)[8]
- Szocialista Kultúráért (1986)
- Temerin község Októberi Díja (1986)
- Életmű Díj (Zenta, 1990)
- a Nemzetközi ex libris-kiállítás III. díja (Varsó, 1993)
- Pro Urbe Díj (Zenta, 2003)
- Magyar Életfa Díj (2007)[8]